# Ahkam
Les ahkam sont les statuts juridiques d'une action dans le droit musulman.
Les juristes en désignent généralement 5 :
1. wajib / fard : obligatoire ;
2. mandoub / mustahabb / sunnah / fadila : recommandé ;
3. mubah / halal : ni interdit, ni obligatoire, donc autorisé ; la plupart des actions entrent dans ce statut ;
4. makrouh : déconseillé ; s'abstenir de faire cette action est préférable, mais commettre cette action n’entraîne pas de péché ;
5. harâm : interdit.